# Regno Restaurato di Hanthawaddy

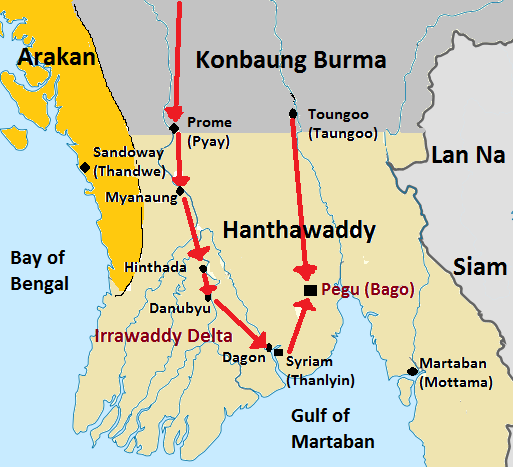
L'esercito di Konbaung invade la Bassa Birmania (1755-1757).

Il Regno Restaurato di Hanthawaddy fu uno Stato indipendente che dominò la Bassa Birmania e parti della Birmania settentrionale dal 1740 al 1757. Venne fondato nel 1740 grazie alla vittoriosa lotta per l'indipendenza del popolo mon, che costituiva la maggioranza etnica della Bassa Birmania.

## Premesse
Il Regno di Taungù, che aveva la capitale nell'Alta Birmania ad Ava, aveva costruito un enorme impero nel XVI secolo. Da diversi decenni i suoi sovrani non riuscivano a tenere insieme il grande territorio conquistato, che si stava progressivamente disgregando sotto la spinta delle ribellioni dei vari popoli sottomessi. In seria difficoltà a contenere le devastanti incursioni di Manipur che si ripetevano dal 1724, il governo di Ava non aveva potuto impedire l'indipendenza riconquistata nel 1727 dal Regno di Lanna, sottomesso come vassallo nel 1558. Nel decennio successivo aveva assistito impotente all'annessione di buona parte degli Stati Shan del nord-est da parte dell'Impero cinese retto dalla Dinastia Qing.

## Fondazione
I mon erano uno dei popoli storicamente più potenti ed evoluti del sudest asiatico. Avevano fondato diversi Stati nella regione ed in particolare avevano dominato la Bassa Birmania con il precedente Regno di Hanthawaddy dal 1287 al 1539, quando la capitale Pegu era stata conquistata dal Regno di Taungù. I mon approfittarono del declino dei birmani di Ava, la cui crisi fu vista come un'opportunità per riprendersi il potere.
Con l'appoggio militare dei francesi, riuscirono nel 1740 a ricostituire il regno liberando dal controllo dei birmani Pegu, che venne eletta capitale. L'aristocrazia locale proclamò re il birmano di lingua mon Smim Htaw Buddhaketi, un monaco scelto per le sue origini reali essendo discendente di un sovrano di Pagan. Negli anni successivi il regno restaurato allargò i suoi confini conquistando diverse municipalità del sud, sconfiggendo la tenue resistenza offerta dalle truppe di Ava.

## Massima espansione
Risalendo la valle dell'Irrawaddy, la campagna mon di riconquista della Bassa Birmania fu portata a termine nel 1745 con l'occupazione di Taungù, la vecchia capitale dei birmani di Ava, e di Prome, a quel tempo chiamata Pyi. Gli anni che seguirono videro gli eserciti di Hanthawaddy e di Taungù fronteggiarsi senza sostanziali modifiche territoriali. Nella zona birmana della penisola malese, i governatori di Tavoy e Tenasserim riuscirono ad evitare l'annessione a Pegu grazie alla protezione del vicino Regno di Ayutthaya, l'odierna Thailandia.
Nel 1747 Smim Htaw Buddhaketi abdicò e si trasferì a Chiang Mai, nel Regno Lanna; di etnia birmana, il sovrano era stato sino ad allora una figura puramente simbolica e non si era mai sentito coinvolto nella lotta contro la propria etnia, abbandonando spesso la capitale. Fu proclamato nuovo re Binnya Dala, di etnia shan, che nel regno del predecessore era stato primo ministro ed aveva avuto il comando delle azioni militari.
Nel 1750 ebbe inizio l'espansione verso nord con una grande offensiva. Equipaggiate con armi francesi e assistite da mercenari portoghesi e olandesi, le truppe di Pegu raggiunsero le porte di Ava all'inizio del 1752. Parte del governo fece atto di sottomissione ma molti scelsero di resistere all'invasione. L'assedio che seguì ebbe fine nel mese di aprile 1752, Ava venne saccheggiata ed il re Mahadhammaraza Dipadi fu deportato a Pegu, dove sarebbe stato giustiziato due anni dopo sospettato di tramare una ribellione. Ebbe così fine il Regno di Taungù, dopo 266 anni di dominio in Birmania.

## Fine del regno e genocidio dei mon
I mon commisero il grave errore di credere che la resistenza dei birmani fosse stata stroncata e lasciarono a presidiare il nord solo un terzo degli effettivi che avevano conquistato Ava. Il nuovo Regno Konbaung, fondato nel 1752 dal re birmano Alaungpaya un centinaio di chilometri a nord di Ava, mise in atto una accanita resistenza contro le truppe di Pegu e fu in grado di riconquistare la vecchia capitale nel dicembre 1753, ricacciando i mon a sud. L'anno successivo l'esercito di Hanthawaddy tentò di riprendere il controllo dell'Alta Birmania, ma fu respinto dall'esercito di Alaungpaya. In quel periodo a Pegu fu messa in atto contro i birmani residenti una pulizia etnica che rafforzò la determinazione alla vittoria di Alaungpaya e gli consentì di ingrossare l'esercito con i fuggitivi.
Nel 1755 le armate di Konbaung iniziarono la loro campagna di guerra contro il sud del paese. Catturarono la regione del delta del fiume Irrawaddy nel maggio del 1755 e insediarono il quartier generale a Dagon, l'odierna Yangon. L'invasione fu sospesa alla fine di giugno, quando Alaungpaya dovette recarsi ad Ava per reprimere una rivolta guidata da un figlio di Mahadhammaraza Dipadi. Nei mesi successivi furono inutili i tentativi dei mon, spalleggiati da francesi e britannici, di riprendere Dagon. Con il ritorno di Alaungpaya, i birmani posero sotto assedio il porto di Syriam presidiato dai francesi, che fu espugnato nel luglio del 1756. Dopo aver giustiziato i francesi ed i mon ed aver messo a fuoco i vicini villaggi mon, Alaungpaya ordinò l'assedio di Pegu, che capitolò l'8 maggio del 1757. La città fu saccheggiata e devastata e non sarebbe mai più tornata all'antico splendore.
La caduta del Regno Restaurato di Hanthawaddy segnò la fine del dominio mon in Birmania. Le rappresaglie degli eserciti della Dinastia Konbaung causarono la morte di migliaia di mon, mentre la famiglia reale fu risparmiata e deportata a nord in catene. Secondo alcune cronache di quel tempo, la furia distruttrice dei birmani si abbatté anche sui monaci, 3.000 dei quali furono legati per gli arti ad elefanti e squartati. Erano stati ritenuti colpevoli di aver partecipato alla difesa di Pegu, e l'esecuzione rientrò nel progetto di distruggere la cultura dei mon. Migliaia di sopravvissuti si rifugiarono in Siam e nella provincia meridionale del Tenasserim.

## Il destino dei sopravvissuti
I mon poterono rimanere indisturbati per qualche anno nel sud del paese grazie alla protezione di Ayutthaya e alle campagne successive di Alaungpaya, impegnato contro gli shan nel nord-est e contro Manipur nel nord-ovest. Sarebbero stati nuovamente costretti a fuggire nel 1759, quando Alaungpaya cominciò dal Tenasserim la marcia verso Ayutthaya che gli sarebbe stata fatale. Ferito gravemente durante l'assedio della capitale siamese, sarebbe morto nel 1760 sulla via del ritorno in patria.
I mon che rimasero o tornarono in Birmania nei decenni successivi provarono invano a ribellarsi ai birmani, furono duramente puniti e costretti a nuove migrazioni di massa. Come conseguenza, la popolazione mon della zona si ridusse ad una piccola minoranza. Il ritorno definitivo di una parte dell'etnia rifugiatasi in Siam ebbe luogo dopo il 1826, a seguito della sconfitta dei birmani nella prima guerra contro i britannici, che dei territori mon si annetterono solo il Tenasserim ma rimasero a presidiare il resto della zona. Nel 1853, dopo la nuova sconfitta di Ava nella seconda guerra anglo-birmana, l'intera Bassa Birmania fu annessa ai territori controllati dalla Compagnia britannica delle Indie orientali.